# شفيق الحوت
شفيق الحوت (13 يناير 1932 - 2 أغسطس 2009)، سياسي وكاتب فلسطيني. كان عضو باللجنة التنفيذية لمنظمة التحرير الفلسطينية وممثلها في لبنان وعضو في المجلس الوطني الفلسطيني. كان متزوجا من بيان عجاج نويهض.

## حياته
أنهى دراسته الثانوية من المدرسة العامرية في يافا عام 1948 حيث أجبر مع عائلته على الهجرة إلى لبنان في أبريل من نفس العام. التحق بالجامعة الأميركية في بيروت عام 1948، وتخرج منها عام 1953.
عمل مدرساً في مدرسة المقاصد الإسلامية حتى عام 1956، حيث انتقل للعمل مدرساً في الكويت حتى عام 1958، عاد بعدها إلى بيروت تاركاً مهنة التدريس وملتحقاً بالعمل في الصحافة مديراً لتحرير مجلة «الحوادث» اللبنانية، وبقي في منصبه هذا إلى العام 1964.

## السياسة
| ” | يعود الفضل إلى أحمد الشقيري وسعيد السبع وشفيق الحوت بفرض اللاءات الثلاثة في مؤتمر الخرطوم عام 1967 التي أصبحت شعار لمرحلة طويلة من الصراع بين الفلسطينيين والاسرائيليين حتى وقّع ياسر عرفات اتفاقية اوسلو 1993. | “ |
|   | |   |

ساهم في تأسيس جبهة التحرير الفلسطينية عام 1963، كما كان أحد مؤسسي منظمة التحرير الفلسطينية، وشارك في مؤتمرها التأسيسي الذي عُقد في مدينة القدس في 28 مايو 1964.
عُيّن في أول اجتماع للجنة التنفيذية لمنظمة التحرير الفلسطينية ممثلاً ومديراً لمكتب المنظمة في لبنان، حيث ترك العمل الصحفي وتفرغ من يومها للعمل السياسي.
اختير عضواً في اللجنة التنفيذية لمنظمة التحرير بين عامي 1966 و1968، وعاد مرة أخرى للجنة التنفيذية في عام 1991 حتى استقال منها عام 1993 في أعقاب اتفاق أوسلو.
شارك شفيق الحوت في مؤتمر القمة العربي في الخرطوم والذي عقد في 29 أغسطس بعد حرب 1967 مع أحمد الشقيري رئيس منظمة التحرير وسعيد السبع ممثل المنظمة في السودان فيما عرف بمؤتمر اللاءات الثلاثة لا صلح لا تفاوض لا اعتراف.
عاصر كافة مراحل الوجود الفلسطيني في لبنان من عام 1948 وحتى وفاته عام 2009، وكان شاهداً على الحرب الأهلية اللبنانية بكل تفاصيلها وأحداثها، كما كان شاهداً على الغزو الإسرائيلي للبنان وعلى الخروج الفلسطيني منها عام 1982.
شارك في تمثيل منظمة التحرير الفلسطينية في اجتماعات الجمعية العامة للأمم المتحدة منذ العام 1974.
تعرض خلال سنوات عمله السياسي لعدة محاولات اغتيال. توفي سنة 2009 ودفن في مقبرة الشهداء (بيروت).

## وصلات خارجية
- موقع فلسطيني: شفيق الحوت سنديانة فلسطين.. فصول من سيرة عطرة مبتدؤها يافا